# Necdet Kent
İsmail Necdet Kent (Istanbul, 1º gennaio 1911 – 20 settembre 2002) è stato un diplomatico turco che ha affermato di aver rischiato la vita per salvare gli ebrei durante la seconda guerra mondiale. Mentre era viceconsole a Marsiglia tra il 1941 e il 1944, avrebbe consegnato documenti di cittadinanza a dozzine di ebrei turchi che vivevano in Francia per salvarli dalla deportazione nazista.
Queste affermazioni, pubblicate per la prima volta in un'appendice al libro di Stanford J. Shaw, Turkey and the Holocaust (1993), non è stato possibile verificarle in modo indipendente; nessun ebreo superstite, o nessun loro discendente, ha confermato il racconto. Marc David Baer e altri storici hanno documentato diverse incongruenze nella storia di Kent; Baer arriva a concludere che è un racconto "costruito" e Uğur Ümit Üngör lo ha definito una "completa costruzione".

## Biografia

### Primi anni e istruzione
Necdet Kent è nato nel 1911 a Istanbul, si è diplomato al Liceo Galatasaray, come hanno fatto altri suoi colleghi del Ministero degli Esteri. Ha viaggiato negli Stati Uniti per i suoi studi universitari, conseguendo una laurea in diritto presso la New York University. È stato anche per breve tempo un calciatore professionista per la FC Hull.

### Carriera
Tornato in Turchia, Kent entrò nel Ministero degli Affari Esteri nel 1937. Fu per la prima volta inviato come vice console ad Atene, in Grecia. Nel 1941 fu nominato vice console a Marsiglia, incarico che mantenne fino al 1944. Molti profughi si radunarono nel sud della Francia durante la guerra dove Marsiglia rappresentava un importante porto di imbarco.
Dopo la seconda guerra mondiale, Kent continuò la sua carriera nel servizio estero turco rivestendo la carica di console generale presso il Consolato Generale Turco a New York. È stato anche in tempi diversi ambasciatore turco per la Thailandia, l'India, la Svezia e la Polonia.
Necdet Kent si sposò ed ebbe un figlio: Muhtar Kent, è stato presidente e CEO di The Coca-Cola Company da luglio 2008 a maggio 2017.

## Rivendicazioni dei salvataggi
In un allegato al libro di Stanford J. Shaw, Turkey and the Holocaust (1993), furono pubblicate per la prima volta le affermazioni di Kent sul salvataggio degli ebrei durante l'Olocausto.
Kent ha dichiarato che nel 1943 un assistente al consolato turco gli ha riferito che i tedeschi avevano appena caricato 80 ebrei turchi in vagoni bestiame, per il trasporto immediato verso la probabile morte in Germania. Kent in seguito ricordò:"Ancora oggi ricordo l'iscrizione sul carro: «Questo carro può essere caricato con 20 capi di bestiame e 500 chilogrammi di erba»". Kent si avvicinò al comandante della Gestapo alla stazione e chiese che gli ebrei fossero rilasciati, poiché erano cittadini turchi e la Turchia era un paese neutrale. Il funzionario si rifiutò di farlo, dicendo che le persone non erano altro che ebrei.
Secondo il suo stesso racconto, Kent e il suo assistente salirono rapidamente sul treno; l'ufficiale tedesco gli chiese di scendere, ma Kent rifiutò. Alla stazione successiva, gli ufficiali tedeschi salirono a bordo e si scusarono con Kent per non averlo fatto scendere a Marsiglia; un'auto lo attendeva per riportarlo in ufficio. Kent ha spiegato che l'errore è riferito agli 80 cittadini turchi caricati sul treno. "Come rappresentante di un governo che ha rifiutato tale trattamento per le credenze religiose, non potevo considerare di lasciarli lì", ha detto. Sorpresi dalla sua posizione intransigente, i tedeschi alla fine fecero scendere tutti dal treno.
Kent ha anche affermato di aver contattato la comunità ebraica, rilasciando documenti di identità turchi a decine di ebrei turchi che vivevano nel sud della Francia, o a coloro che erano fuggiti e non erano in possesso di passaporti turchi validi. Kent ha anche detto di essersi recato al quartier generale della Gestapo per protestare contro la denudazione degli uomini nelle strade di Marsiglia per determinare se fossero ebrei o meno in base alla circoncisione; Kent rimproverò il comandante tedesco e lo informò che la circoncisione non dimostrava necessariamente l'ebraicità di un individuo, poiché anche i musulmani sono circoncisi.

### Verifica delle attestazioni
Lo storico Marc David Baer nota diverse incongruenze nella storia di Kent, arrivando a concludere che è un racconto "costruito". Lo storico Corry Guttstadt esamina le affermazioni fatte, concludendo che "l'azione eroica di Kent è semplicemente completamente infondata". Ha criticato i tentativi di utilizzare "un salvataggio immaginario degli ebrei come strumento pubblicitario".
La Fondazione Internazionale Raoul Wallenberg ha studiato il ruolo dei diplomatici turchi durante l'Olocausto, riportando:
Kent non è stato riconosciuto come Giusto tra le Nazioni.

## Eredità e onorificenze
Nel 2001, Kent, Namık Kemal Yolga e Selahattin Ülkümen, anch'essi diplomatici turchi che avevano lavorato in Europa e salvato ebrei durante la seconda guerra mondiale, sono stati insigniti della Medaglia Suprema di Servizio della Turchia.